# Бохонко, Иван Иванович
Ива́н Ива́нович Бохо́нко (род. 6 июля 1956, с. Сокольники, Пустомытовский район, Львовская область, УССР, СССР) — советский и российский военно-морской лётчик, генерал-лейтенант (12.12.2004). Герой Российской Федерации (17.08.1995).

## Биография
Украинец. Окончил среднюю школу в родном селе.
На службе в Вооружённых Силах СССР с августа 1973 года. В 1977 году окончил Черниговское высшее военное авиационное училище лётчиков. Служил в 987-м морском ракетоносном авиационном полку ВВС Северного флота штурманом корабля. С 1978 года служил в палубной авиации, в 279-м отдельном корабельном истребительном авиационном полку: командир звена, с 1980 — начальник штаба — заместитель командира эскадрильи, с 1982 — заместитель командира эскадрильи — штурман эскадрильи, с 1983 — командир эскадрильи. В числе освоенных им самолётов — штурмовик вертикального взлёта Як-38 и истребитель Су-27. Совершил 5 дальних походов на ТАВКР «Киев». В 1986—1988 годах служил заместителем командира по лётной подготовке 299-го инструкторско-исследовательского корабельного штурмового авиаполка 33-го Центра боевого применения и переучивания лётного состава авиации ВМФ СССР имени Е. Преображенского (аэродром Саки, Крымская область).
В 1991 году окончил Военно-морскую академию имени Н. Г. Кузнецова. После окончания академии вновь служил в ВВС Северного флота, где под руководством генерал-майора Тимура Апакидзе одним из первых в России занимался созданием боевых частей палубной авиации и готовил лётчиков для неё. В 1993 году назначен командиром 279-го отдельного корабельного штурмового авиационного полка, дислоцированного в Североморске-3. Одним из первых освоил посадку на палубу тяжёлого авианесущего крейсера «Киев», а затем и на палубу тяжёлого авианесущего крейсера «Адмирал Флота Советского Союза Кузнецов».
За выдающиеся заслуги в создании палубной авиации России и личное мужество и героизм звание Героя Российской Федерации присвоено указом Президента России от 17 августа 1995 году одним указом военным лётчикам генерал-майору Тимуру Апакидзе и полковнику Ивану Бохонко.
В декабре 1995 — феврале 1996 года участвовал в первой боевой службе ТАНКР «Адмирал Флота Советского Союза Кузнецов», который под флагом первого заместителя Главнокомандующего ВМФ адмирала И. В. Касатонова во главе корабельной многоцелевой группы совершил поход в Средиземное море. В этом походе полковник И. Бохонко выполнил десятки вылетов с палубы корабля, в том числе и на вытеснение из ближней зоны корабля самолёта-разведчика «Орион» одного из натовских государств.
С декабря 1996 года служил заместителем командира 57-й смешанной корабельной авиационной дивизии ВВС Северного флота. В декабре 1997 года назначен начальником боевой подготовки корабельной истребительной и штурмовой авиации — заместителем начальника боевой подготовки Морской авиации ВМФ России. В июле 2000 года назначен начальником отдела боевой подготовки Управления командующего морской авиации ВМФ России. В 1999 году окончил Высшие курсы при Военной академии Генерального штаба Вооружённых сил Российской Федерации. С ноября 2001 года — начальник штаба — первый заместитель командующего морской авиацией Тихоокеанского флота (с ноября 2002 — ВВС и ПВО ТОФ), генерал-майор (10.12.2002). С марта 2003 года — начальник ВВС и ПВО Тихоокеанского флота — заместитель командующего флотом по ВВС и ПВО.
За время службы освоил 10 типов самолётов, имеет общий налёт в 1500 часов. С 2006 года — в запасе.
Живёт в Москве, работает в научно-исследовательском институте.

## Награды
- Медаль «Золотая Звезда» Героя Российской Федерации № 200 (17.08.1995) — за мужество и героизм, проявленные при испытании и освоении новой авиационной техники
- Орден «За военные заслуги» (23.02.2006[5])
- медали СССР и России
- Заслуженный военный лётчик Российской Федерации (13.08.1999[6])
- Лётчик-снайпер (1995)